# 96e Coupe Grey
La 96e Coupe Grey est le match final de la saison 2008 de la Ligue canadienne de football, au cours duquel se sont affrontés les Alouettes de Montréal, équipe championne de la division Est, et les Stampeders de Calgary, équipe championne de la division Ouest. Le match s'est déroulé le 23 novembre 2008 dans la ville de Montréal, au Québec, au Stade olympique.